# Old Sock
Old Sock ist das 19. Studioalbum des britischen Rockmusikers Eric Clapton und erschien am 12. März 2013 auf seinem eigenen Label Bushbranch Records.

## Hintergrund
Das Album enthält Coverversionen von Claptons Lieblingssongs von seiner Kindheit bis heute. Nur Gotta Get Over und Every Little Thing wurden extra für dieses Album geschrieben. Es wirkten viele Gastmusiker mit, darunter Paul McCartney, Steve Winwood und J.J. Cale. Es war die letzte Arbeit des 2013 verstorbenen Musikers J.J. Cale. Das Coverfoto, ein Selbstporträt, das Clapton mit Hut zeigt, nahm er mit seinem iPhone in Antigua auf. Der Albumtitel entstand nach einer Unterhaltung mit David Bowie. Bowie bezeichnete darin Clapton als „Old Sock“ (Alte Socke). In den Vereinigten Staaten war das Album kurz nach seiner Veröffentlichung auch in Starbucks-Läden erhältlich.

## Titelliste
1. Further on Down the Road (Mahal, Jesse E. Davis) – 5:44 mit Taj Mahal
2. Angel (Cale) – 3:54 mit J.J. Cale
3. The Folks Who Live on the Hill (Oscar Hammerstein II, Jerome Kern) – 3:46
4. Gotta Get Over (Doyle Bramhall II, Justin Stanley, Nikka Costa) – 4:37 mit Chaka Khan
5. Till Your Well Runs Dry (Peter Tosh) – 4:42
6. All of Me (Gerald Marks, Seymour Simons) – 3:22 mit Paul McCartney
7. Born to Lose (Ted Daffan) – 4:03
8. Still Got the Blues (mit Steve Winwood) (Gary Moore) – 5:54
9. Goodnight Irene (Huddie Ledbetter, John A. Lomax, Sr.) – 4:23
10. Your One and Only Man (Otis Redding) – 4:30
11. Every Little Thing (Bramhall II, Stanley, Costa) – 4:34
12. Love Is Here to Stay (George Gershwin, Ira Gershwin) – 4:12
13. No Sympathy (Bonustrack) (Tosh)

## Besetzung
| - Eric Clapton – Gitarre, Dobro, Mandoline, Gesang - Doyle Bramhall II – Gitarre, Mandoline, Background Vocals - Sharon White – Background Vocals - Michelle John – Background Vocals - Greg Leisz – Mandoline, Pedal-Steel-Gitarre - Walt Richmond – Piano, Keyboard - Abe Laboriel Jr. – Schlagzeug - Matt Rollings – Keyboard - Gabe Witcher – Fiddle - Tim Carmon – Orgel - Justin Stanley – Schlagzeug - Simon Climie – Piano | - Frank Marocco – Akkordeon - Stephen Kupka – Saxophon - Joseph Sublett – Saxophon - Nicholas Lane – Posaune - Sal Cracchiolo – Trompete - Willie Weeks – Bass, Kontrabass - Steve Gadd – Schlagzeug - Chris Stainton – Rhodes, Orgel - Taj Mahal – Banjo, Harmonika - Jim Keltner – Schlagzeug - Steve Winwood – Orgel - J.J. Cale – Gitarre, Gesang | - Paul McCartney – Bass, Gesang - Henry Spinetti – Schlagzeug - Matt Chamberlain – Schlagzeug - Chaka Khan – Gesang - Julie Clapton – Gesang - Ella Clapton – Gesang - Sophie Clapton – Gesang - Lisa Vaughan – Gesang - Nikka Costa – Gesang - Wendy Moten – Gesang - Nick Ingman – Streicher-Arrangement |

## Rezeption

### Kritiken
Allmusic-Kritiker Stephen Thomas Erlewine bezeichnete das Album als „kein schlechtes“ aber auch als „kein großartiges“. Er fügte hinzu, dass es ein gutes Album sei, um sich seine Zeit zu vertreiben. Er vergab 3,5 von fünf Bewertungseinheiten. Kritiker Hal Horowitz von American Songwriter vergab vier von fünf möglichen Sternen für das Album und lobte die zwei neu geschriebenen Songs des Albums. Jason Schneider von Exclaim.ca fand, dass Clapton seine Identität auf dem Album verloren hat. Er vergab die Note „3“ für Old Sock. Kritiker Andy Baber von musicimh.com bezeichnete das Album als eine Clapton-Rückkehr und findet, dass man Old Sock gut zuhören kann. Er vergab zweieinhalb Sterne für das Album. Popmatters-Kritiker Philip Majorins findet, dass Clapton weit weg von Rücktritt nach diesem Album stehe und vergab fünf von zehn Bewertungseinheiten für das Studioalbum. Nick Coleman von The Independent vergab drei von fünf Sternen für das Album. Paul Mardles von The Guardian äußerte sich negativ zum Album: „Still Got the Blues ist der einzige Song, der mit Liebe gefüllt sei.“ und vergab einen von fünf Sternen. Will Hermes vom Rolling Stone vermerkt zum Album: „Wenn es manchmal etwas zu komfortabel klingt, Clapton hat es sich verdient“. Drei von fünf Sternen vergab Hermes für das Album. Pete Clark von London Evening Standard vergab drei Punkte für das Album. Andy Gill von The Independent on Sunday findet, dass Claptons Rockstar-Dasein nach zu langem Entspannen in der Karibik verschwunden sei und vergab zwei von fünf Sternen für Old Sock.

### Chartplatzierungen
Das Album erreichte Platz 15 der deutschen Albumcharts und blieb insgesamt 13 Wochen in den Charts. In Österreich und der Schweiz positionierte sich das Album auf den Rängen sieben und elf. In den britischen Charts belegte es Platz 13. In den USA erreichte es Position 7 der Billboard 200 sowie Platz 1 der Top-Independent-Album-Charts und Platz drei der Top-Rock-Album-Charts. In Kanada erreichte das Album Platz zwölf der Top-Canadian-Album-Charts.
| ChartsChartplatzierungen       | Höchstplatzierung | Wochen |
| ------------------------------ | ----------------- | ------ |
| Deutschland (GfK)              | 5 (13 Wo.)        | 13     |
| Österreich (Ö3)                | 7 (7 Wo.)         | 7      |
| Schweiz (IFPI)                 | 11 (7 Wo.)        | 7      |
| Vereinigte Staaten (Billboard) | 7 (14 Wo.)        | 14     |
| Vereinigtes Königreich (OCC)   | 13 (6 Wo.)        | 6      |

### Auszeichnungen für Musikverkäufe
| Land/Region               | Auszeichnungen für Musikverkäufe (Land/Region, Auszeichnung, Verkäufe) | Verkäufe |
| ------------------------- | ---------------------------------------------------------------------- | -------- |
| Vereinigte Staaten (RIAA) | —                                                                      | 151.000  |
| Insgesamt                 | —                                                                      | 151.000  |

Hauptartikel: Eric Clapton/Auszeichnungen für Musikverkäufe